# Роз'їзд 17 (Бурабайський район)
Роз'їзд 17 (каз. рзд.17) — колишнє станційне селище у складі Бурабайського району Акмолинської області Казахстану. Входило до складу Кенесаринського сільського округу. Ліквідоване та включене до складу села Кенесари у 2014 році.
Населення — 28 осіб (2009; 30 у 1999, 28 у 1989).
Національний склад станом на 1989 рік:
- росіяни — 42 %;
- казахи — 36 %.